# Madonna Sixtina
La Madonna Sixtina, també anomenada la Madonna di San Sisto, és una pintura a l'oli de l'artista italià Raffaello Sanzio. Encarregada el 1512 pel papa Juli II com un retaule per a l'església de Sant Sisto, a Piacenza, va ser una de les darreres verges pintades per l'artista. Traslladat a Dresden des de 1754, el quadre ha estat particularment influent a Alemanya. Després de la Segona Guerra Mundial, es va traslladar a Moscou durant una dècada abans que fos retornat a Alemanya. Allà constitueix una de les peces centrals de la Gemäldegalerie Alte Meister. La pintura ha estat molt elogiada per molts crítics notables, i Giorgio Vasari la va descriure com "un treball veritablement rar i extraordinari".